# Hrabstwo Chatham (Georgia)

Piramida wieku hrabstwa

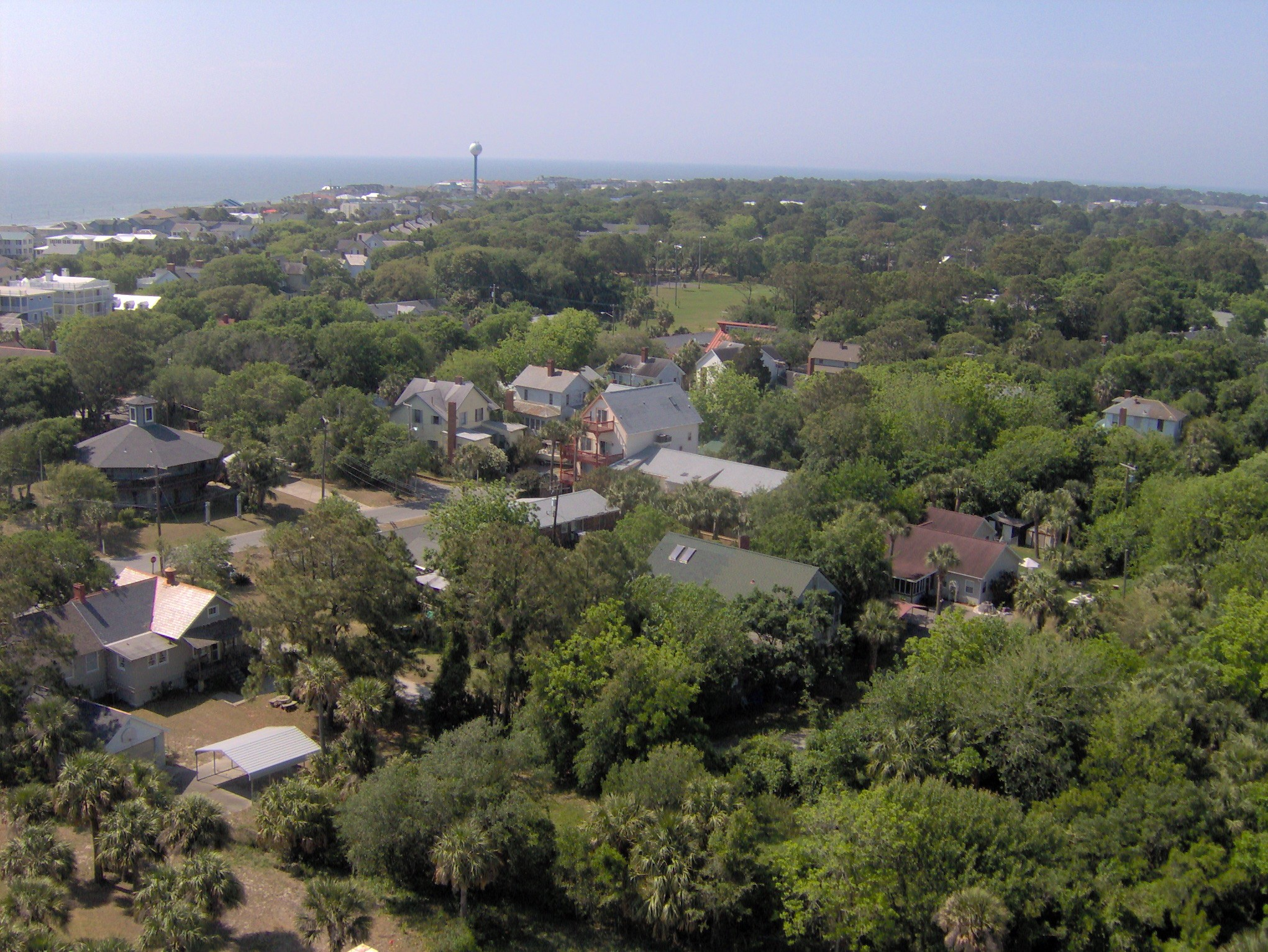
Tybee Island

Hrabstwo Chatham (ang. Chatham  County) – hrabstwo w stanie Georgia w Stanach Zjednoczonych. Jego siedzibą administracyjną jest Savannah.

## Geografia
Według spisu z 2000 roku obszar całkowity hrabstwa obejmuje powierzchnię 632,28 mil2 (1637,6 km²), z czego 438,11 mil2 (1134,7 km²) stanowią lądy, a 194,17 mil2 (502,9 km²) stanowią wody. Wybrzeże Atlantyckie hrabstwa ma bardzo rozbudowaną linię brzegową. Według federalnego biura nazw geograficznych (Geographic Names Information System), należącego do United States Geological Survey, w skład hrabstwa Chatham wchodzą aż 72 wyspy posiadające nazwę, z których 70 to wyspy morskie należące w większości do barierowych wysp Sea Islands. 

### Miejscowości
- Bloomingdale
- Garden City
- Pooler
- Port Wentworth
- Savannah
- Tybee Island
- Thunderbolt
- Vernonburg

### CDP
- Dutch Island
- Georgetown
- Henderson
- Isle of Hope
- Montgomery
- Skidaway Island
- Talahi Island
- Whitemarsh Island
- Wilmington Island

### Sąsiednie hrabstwa
- Hrabstwo Jasper, Karolina Południowa (północny wschód)
- Hrabstwo Bryan, Georgia (zachód)
- Hrabstwo Effingham, Georgia (północny zachód)

## Demografia
Według spisu z 2020 roku liczy 295,3 tys. mieszkańców, co oznacza wzrost o 11,4% w porównaniu z poprzednim spisem z roku 2010. Według danych pięcioletnich z 2021 roku 52,5% to biali (47,1% nie licząc Latynosów), 41,3% czarnoskórzy lub Afroamerykanie, 3,2% Azjaci, 2,5% miało rasę mieszaną, 0,4% to rdzenna ludność Ameryki i 0,2% pochodziło z wysp Pacyfiku. Latynosi stanowili 7% populacji hrabstwa.
Poza osobami pochodzenia afroamerykańskiego, do największych grup należały osoby pochodzenia irlandzkiego (9,7%), niemieckiego (8,2%), angielskiego (8%), „amerykańskiego” (4,7%), włoskiego (3,1%), szkockiego lub szkocko–irlandzkiego (2,9%) i meksykańskiego (2,9%).

## Religia
W 2020 roku największe grupy pod względem członkostwa to baptyści (ok. 32 tys.), bezdenominacyjne zbory ewangelikalne (23,1 tys.), katolicy (18,7 tys.) i metodyści (14,6 tys.). Największe niechrześcijańskie wyznania to świadkowie Jehowy (3,4 tys.), żydzi (3 tys.), mormoni (2,1 tys.) i hinduiści (1,9 tys.). 

## Polityka
Hrabstwo jest przeważająco demokratyczne, gdzie w 2020 roku 58,6% głosów otrzymał Joe Biden i 39,9% przypadło dla Donalda Trumpa. 